# 小行星1284
小行星1284（1284 Latvia）是一颗围绕太阳公转的小行星。1933年7月27日，卡爾·威廉·萊茵姆特在海德堡发现了此天体。
該小行星以歐洲國家拉脫維亞命名。
这颗小行星的绝对星等为114.22152410等。